# 河滨教堂

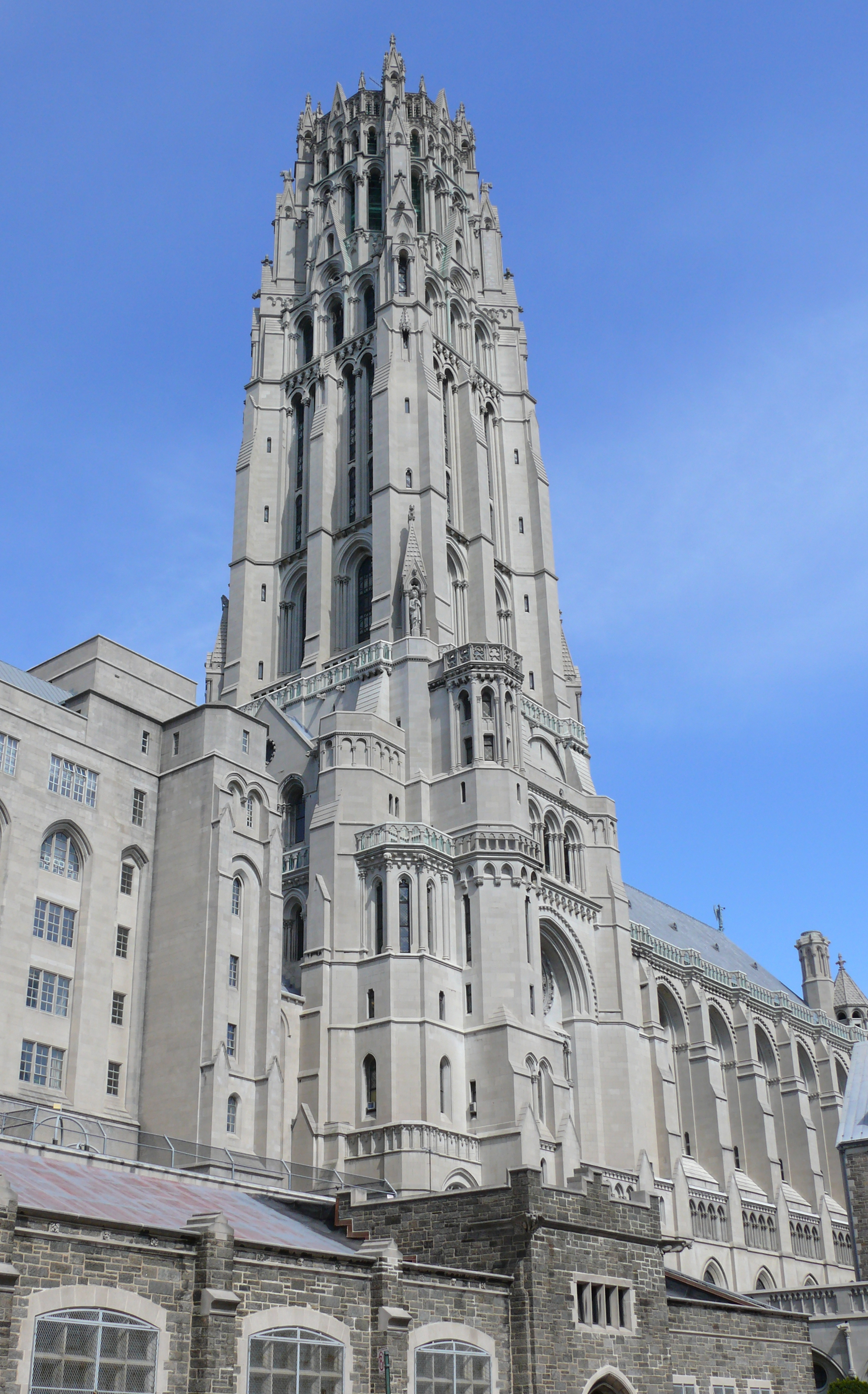
从西121街看河滨教堂

河滨教堂（英語：The Riverside Church in the City of New York）是美国纽约市的一座跨教派（包括美北浸礼会（American Baptist Churches）和联合基督教会（United Church of Christ））、跨种族、国际性的教堂，它不仅以精美的哥特式建筑著称，还有世界最大的钟琴（carillon），又是进步主义运动的中心。它位于曼哈顿的晨边高地（Morningside Heights），东西介于河滨大道（Riverside Drive）与克莱蒙特大道（Claremont Avenue）之间，南北介于120街到122街之间。

## 历史
20世纪初，纽约市的基督教会和信徒辩论他们信仰的前景。一些人坚持基要主义解释，例如威廉·詹宁斯·布莱恩，相信对圣经严格的解释和遵守。另一些人则不同意上述观点，认为宗教要取得成功，必须更接近现代，积极投入世界，效仿耶稣社会革命者的榜样。1922年，后一部分团体得到了小约翰·D·洛克菲勒（John D. Rockefeller, Jr）和现代派浸礼会牧师富司迪（Harry Emerson Fosdick）博士的财政支持，决定在纽约市兴建一座现代派信仰的教堂。
这座教堂的兴建遵循了洛克菲勒和富司迪博士所提倡的三个原则：一座跨教派教堂，一座位于市内重要地段的大型教堂，向所有信仰基督者开放的教堂。根据以上要求，洛克菲勒购买了土地，1927年12月开始了建造工程，6年以后竣工。
河滨教堂的建筑模仿了法国著名的哥特式教堂沙特尔大教堂，今天不仅是纽约市吸引游客的重要地标，也是活跃的政治讨论的中心。过去曾在此讲道的有马丁·路德·金牧师， 清楚表示越南战争的不道德，纳尔逊·曼德拉在出狱后首次访问美国，联合国秘书长科菲·安南在2001年9月11日之后，1999年菲德尔·卡斯特罗在仅有的几次访问美国期间。

## 現時的牧師
- The Rev. Dr. Thomas Stiers, Interim Senior Minister
- The Rev. Linda Tarry-Chard
- The Rev. Robert Coleman
- The Rev. Elice Higginbotham
- The Rev. J. Lee Hill, Jr.
- The Rev. Dr. Joan Kavanaugh
- The Rev. Patricia Lawson
- The Rev. Dr. Arnold Isidore Thomas
- The Rev. Dr. James A. Forbes, Jr., Distinguished Senior Minister Emeritus

## 建筑

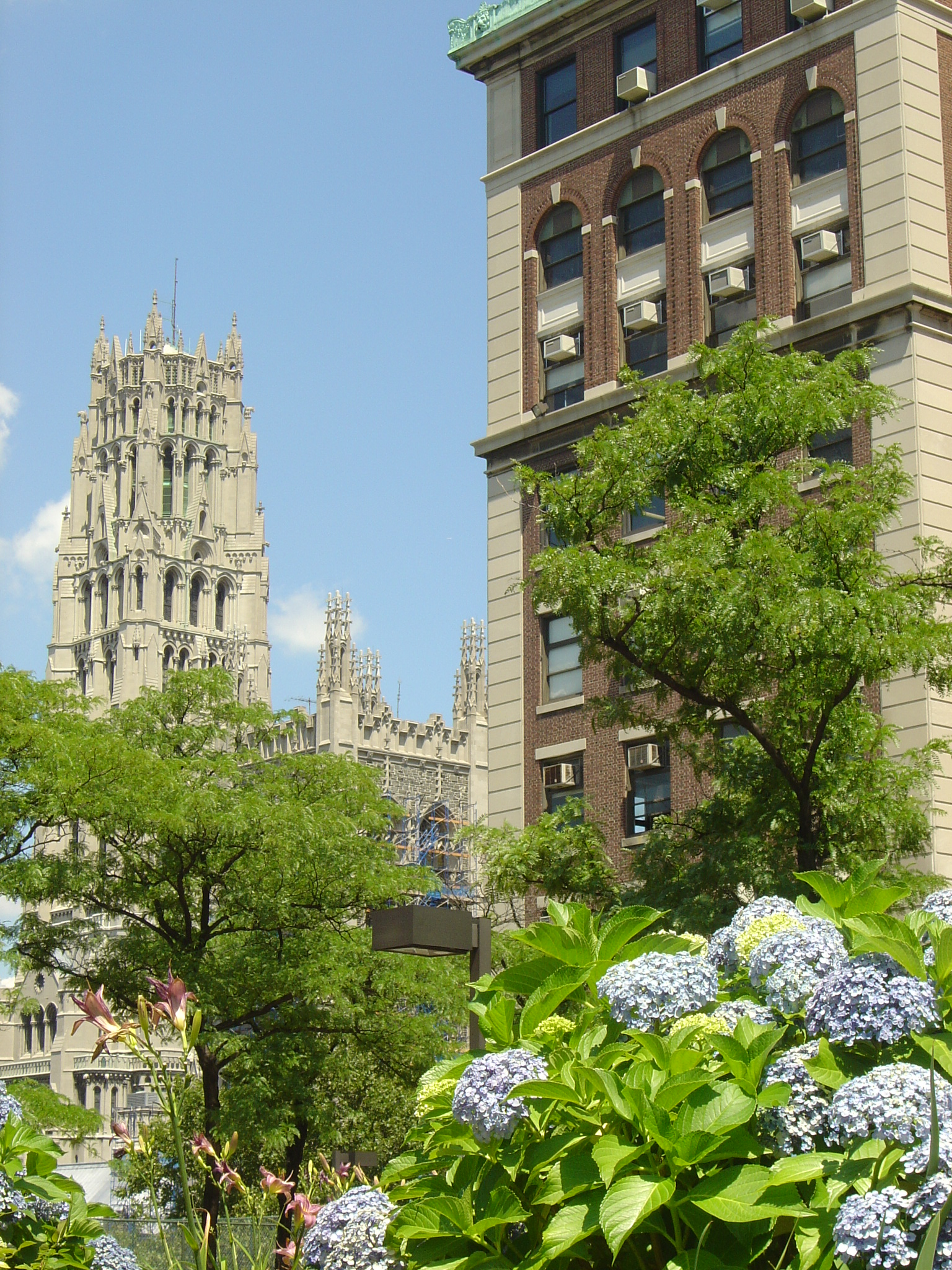
从哥伦比亚大学校园看河滨教堂（左侧）

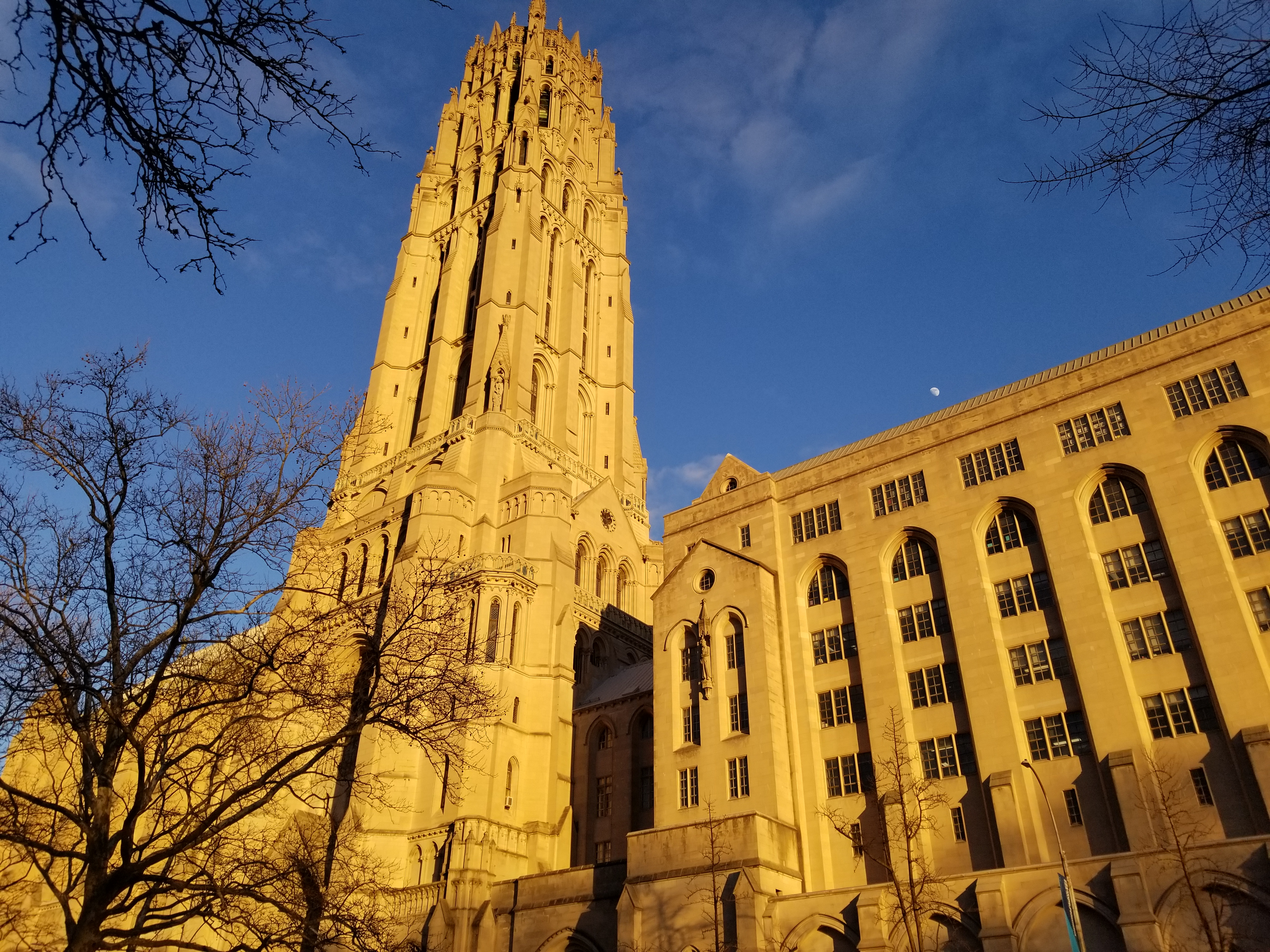
河滨教堂西侧

这座教堂的设计者是Allen, Pelton and Collens公司。洛克菲勒委托Henry C. Pelton和Charles Collens到西班牙和法国旅行，为这个工程寻找灵感。他们选用的原型是法国建于13世纪的哥特式教堂沙特尔大教堂，巨大的钟楼使得教堂其他部分显得矮小。钟楼里的钟琴是小洛克菲勒为纪念母亲而捐赠，1925年起安置，后来又陆续增加钟的数目，最后拥有74个铜钟。

## 艺术品
河滨教堂里悬挂着洛克菲勒购买的海因里希·霍夫曼（Heinrich Hofmann）的3幅绘画作品：《基督在圣殿中》（1871）、《基督与年轻的财主》（1889）和《基督在客西马尼园 》(1890)。